# Merja nyelv
A mára kihalt merja nép a mai Moszkvától 200 kilométerre északkeletre élt, a mai Jaroszlavl, Vlagyimir és Kosztroma városok vidékén.
A merjákról szóló első híradásunk a 6. századból való, az utolsó 1500 körüli; ekkoriban olvadtak bele végérvényesen az orosz népbe. Az egykor nagy létszámú nép az ezredfordulót követően tért át fokozatosan az orosz szokásokra és nyelvre. Országukat Julianus barát Meroviaként emlegeti, amit a 13. század első felében a tatárok dúltak fel. Ez a pusztítás adta meg a kegyelemdöfést a merjáknak, a 14. és 15. század folyamán az egykori nép maradéka is elveszítette identitástudatát.
A merják belső neve, a 'meri' nem véletlenül hasonlít a 'mari' (cseremisz) népnévre, de nem tudjuk biztosan megmondani, hogy ez a finnugor nyelv inkább a cseremiszhez, vagy inkább a finnségi nyelvekhez állt közelebb.